# Rezoluția 754 a Consiliului de Securitate al ONU
Rezoluția 754 a Consiliului de Securitate al Organizației Națiunilor Unite, adoptată fără vot la 18 mai 1992, după examinarea cererii de aderare a Republicii Slovenia și cercetarea raportului întocmit de Comitetul pentru admiterea de noi membri, a recomandat Adunării Generale admiterea Sloveniei ca stat membru al Organizației Națiunilor Unite. Recomandarea a venit în contextul destrămarii Iugoslaviei.

## Efect
Adunarea Generală a admis Slovenia ca stat membru al Organizației Națiunilor Unite la 22 mai 1992. Ședința Adunării Generale a fost prezidată de ambasadorul saudit Sinan Shihabi, în prezența secretarului general al ONU Boutros Boutros Ghali. Slovenia a fost acceptată ca membru al ONU prin aclamația celor prezenți în Sala Mare. Odată cu Slovenia, au fost admise ca membre cu drepturi depline ale ONU fostele state iugoslave Croația și Bosnia și Herțegovina. Delegația slovenă a fost condusă la această ședință de președintele Milan Kučan, care a mulțumit comunității mondiale în discursul său. Secretarul general al ONU, Boutros Boutros-Ghali, a condus apoi delegațiile celor trei țări nou admise la intrarea principală a clădirii Națiunilor Unite, unde au fost arborate drapelele lor, și a subliniat cu acel prilej că apartenența la ONU aduce drepturi, dar și obligații.